# Сульфадіазин
Сульфадіазин — синтетичний антибактеріальний ЛЗ з групи сульфаніламідних препаратів для перорального застосування.

## Фармакологічні властивості
Сульфадіазин — синтетичний препарат з групи сульфаніламідних препаратів середньої тривалості дії. Препарат має бактеріостатичну дію, що полягає у порушенні синтезу мікроорганізмами фолієвої кислоти та блокуванні засвоєння мікроорганізмами параамінобензойної кислоти. До препарату чутливі наступні збудники: малярійний плазмодій, токсоплазма, пневмоцисти, бактерій Pseudomonas aeruginosa, Escherichia coli, Proteus spp., стафілококи, клебсієли, Nocardia spp. Для місцевого застосування застосовується сульфадіазин срібла.

### Фармакодинаміка
Сульфадіазин відносно повільно всмоктується в шлунково-кишковому тракті. Біодоступність препарату становить 70 %. Сульфадіазин погано зв'язується з білками плазми крові (на 10—20 %). Препарат створює високі концентрації в більшості тканин і рідин організму. Сульфадіазин добре проходить через гематоенцефалічний бар'єр. Препарат проходить через плацентарний бар'єр та виділяється в грудне молоко. Сульфадіазин частково метаболізується в печінці з утворенням неактивних метаболітів. Період напіввиведення препарату складає 7-17 годин. Виводиться препарат з організму переважно нирками, при порушенні функції нирок спостерігається збільшення періоду напіввиведення препарату з організму.

## Показання до застосування
Сульфадіазин застосовують при нокардіозі, інфекціях сечовивідних шляхів, для лікування токсоплазмозу (у поєднанні з піріметаміном).

## Побічна дія
При застосуванні сульфадіазину можливі наступні побічні ефекти: часто висипання на шкірі, свербіж шкіри, випадіння волосся, синдром Стівенса-Джонсона, синдром Лаєлла, сироваткова хвороба, нудота, блювання, стоматит, діарея, біль у животі; при тривалому застосуванні загальна слабість, головний біль, гарячка, холестатична жовтяниця, некроз печінки, кристалурія, інтерстиціальний нефрит, некроз канальців нирок, агранулоцитоз, тромбоцитопенія, лейкопенія, гемолітична анемія, мегалобластна анемія.

## Протипокази
Сульфадіазин протипоказаний при підвищеній чутливості до сульфаніламідних препаратів та інших похідних сульфонів, дефіциті глюкозо-6-фосфатдегідрогенази, захворюваннях крові, захворюваннях печінки, годуванні грудьми, дітям до 2-х місяців. З обережністю застосовується під час вагітності.

## Форми випуску
Сульфадіазин випускається у вигляді таблеток по 0,5 г.

## Застосування у ветеринарії
Сульфадіазин застосовується у ветеринарній практиці для лікування телят, ягнят, козенят, свиней та свійської птиці (курей-бройлерів) при захворюваннях травної системи та сечовивідних шляхів (у поєднанні з триметопримом); та для лікування інфекцій дихальної системи, травної системи, сечостатевої системи, маститу, септицемії, післяродових інфекцій, інфекцій вушних раковин, очей та ротових ран у великої рогатої худоби, коней та собак (у поєднанні з триметопримом).